# Alpen-Habichtskraut
Das Alpen-Habichtskraut (Hieracium alpinum) ist eine Pflanzenart aus der Gattung der Habichtskräuter (Hieracium) innerhalb der Familie der Korbblütler (Asteraceae). Sie ist in Europa und Grönland heimisch.

## Beschreibung

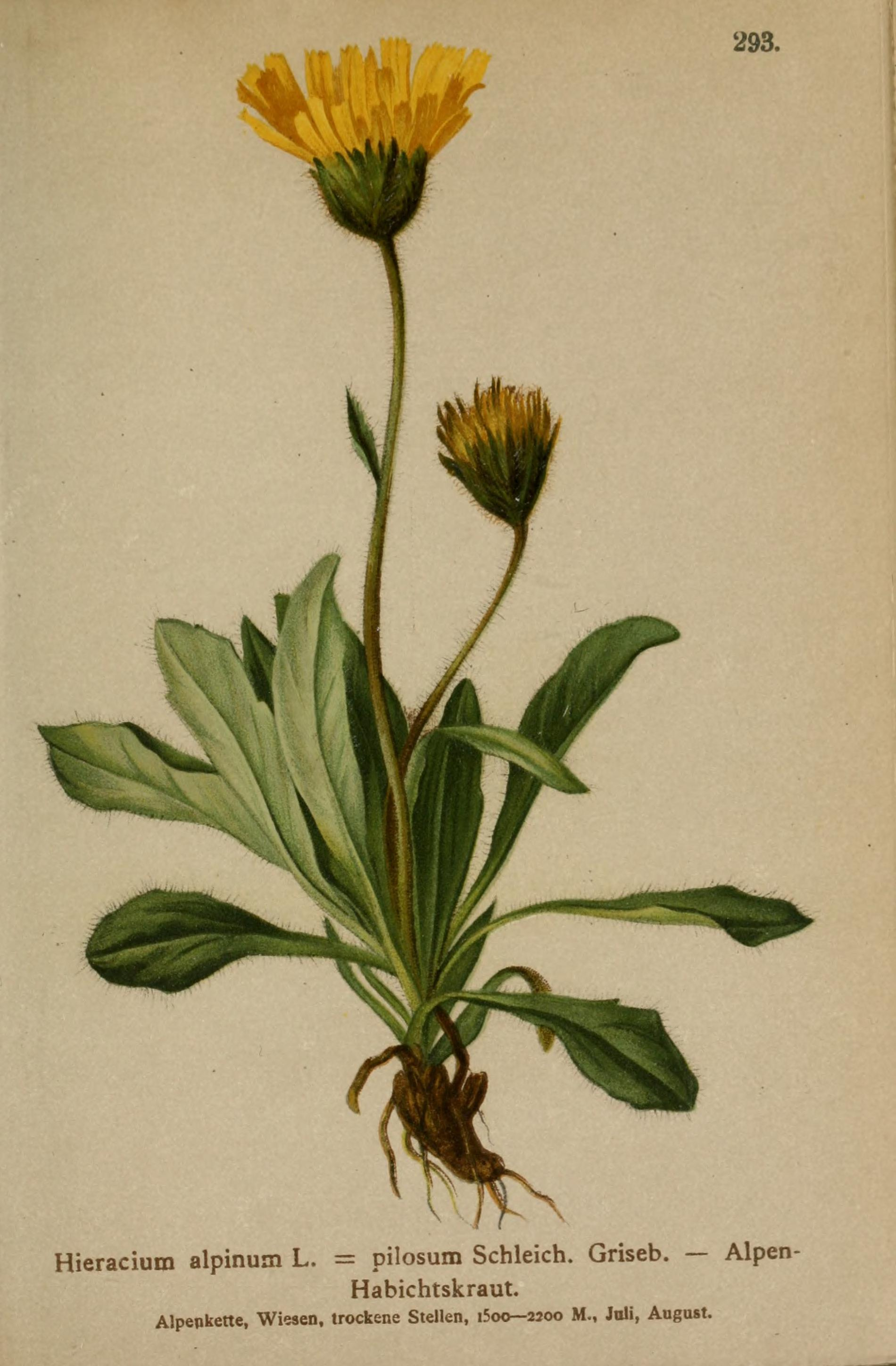
Illustration aus Atlas der Alpenflora, Tafel 293

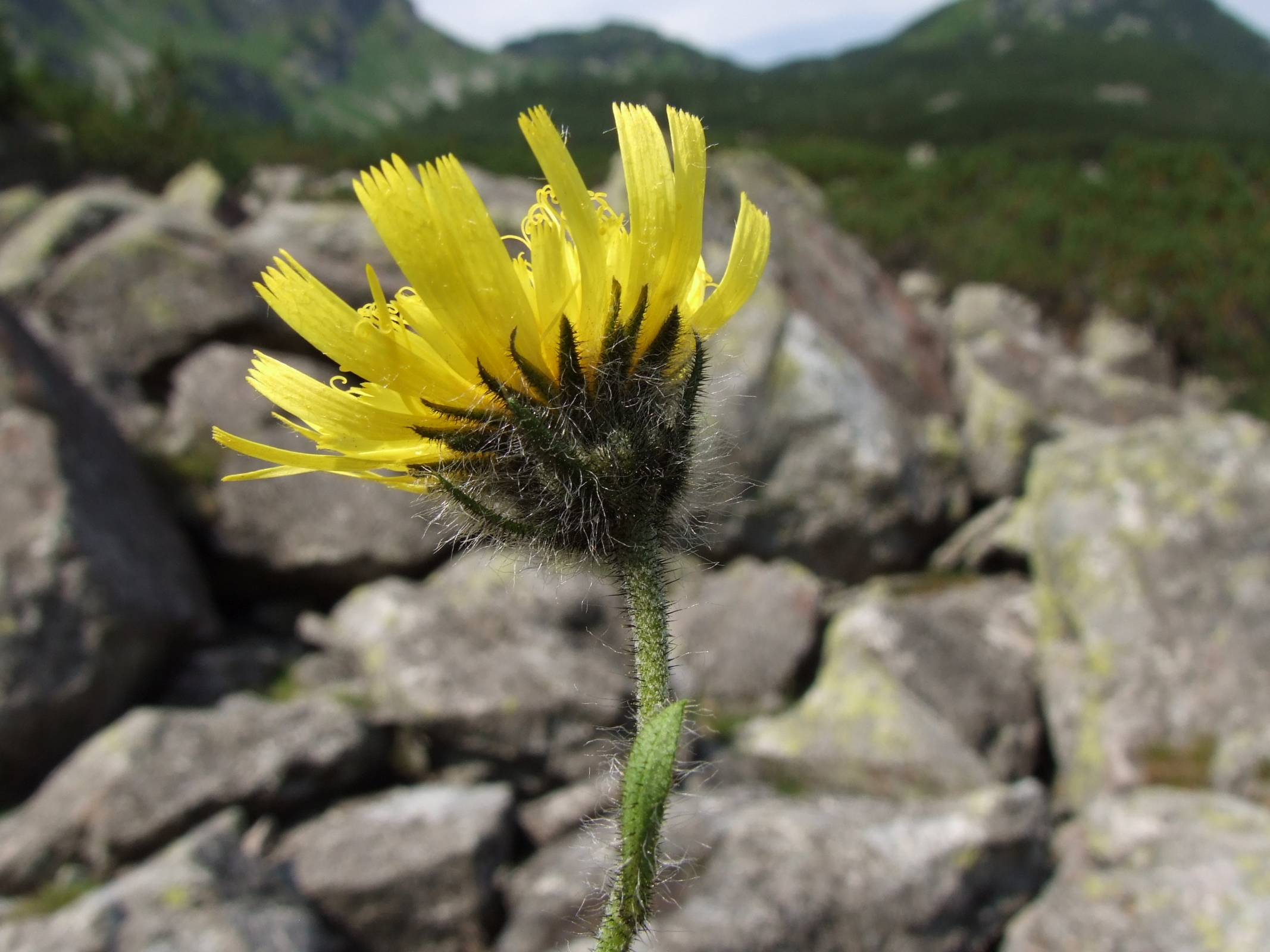
Blütenkörbchen mit Involucrum und Zungenblüten im Detail

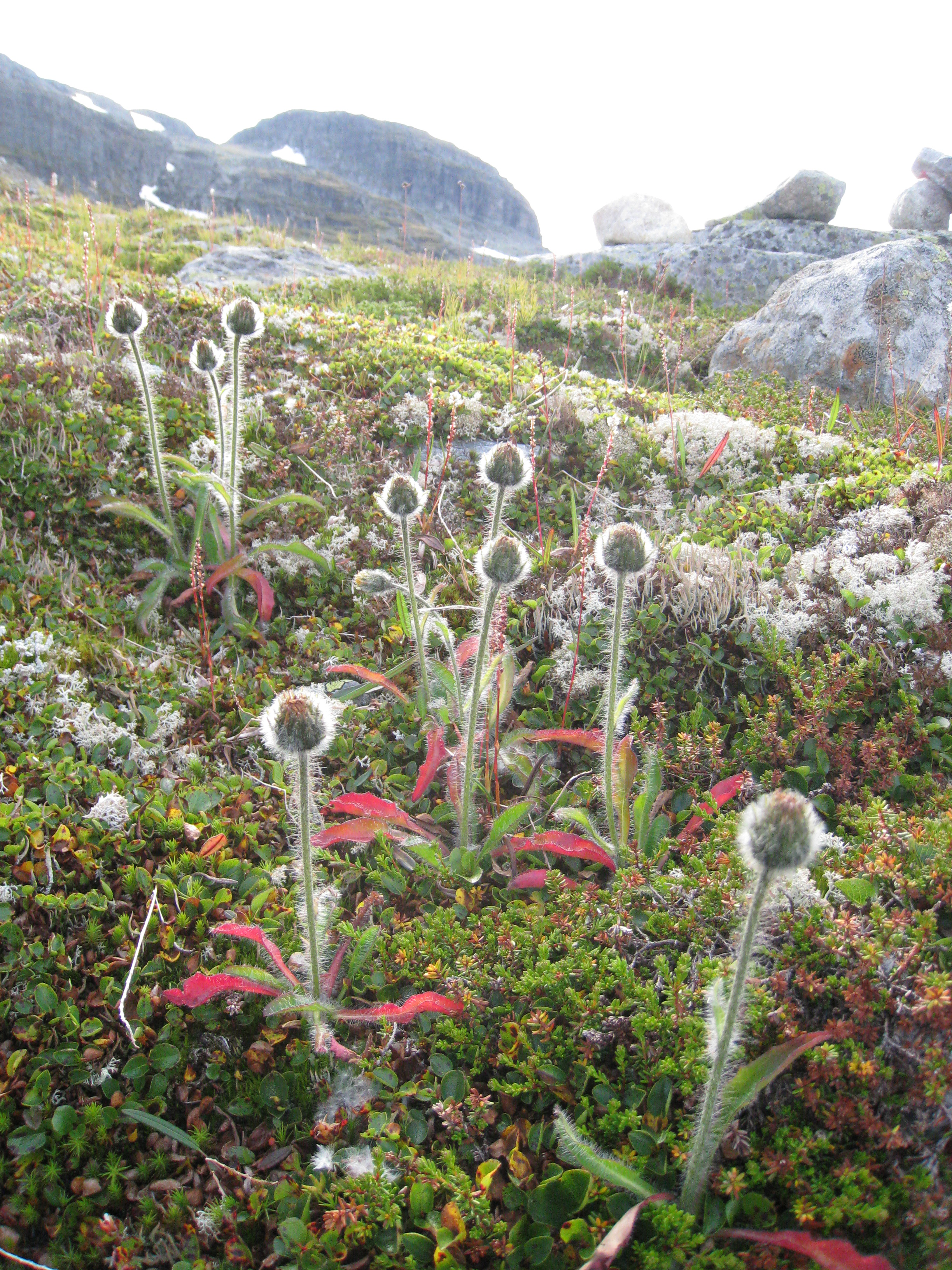
Habitus mit noch geschlossenen Blütenständen im Habitat

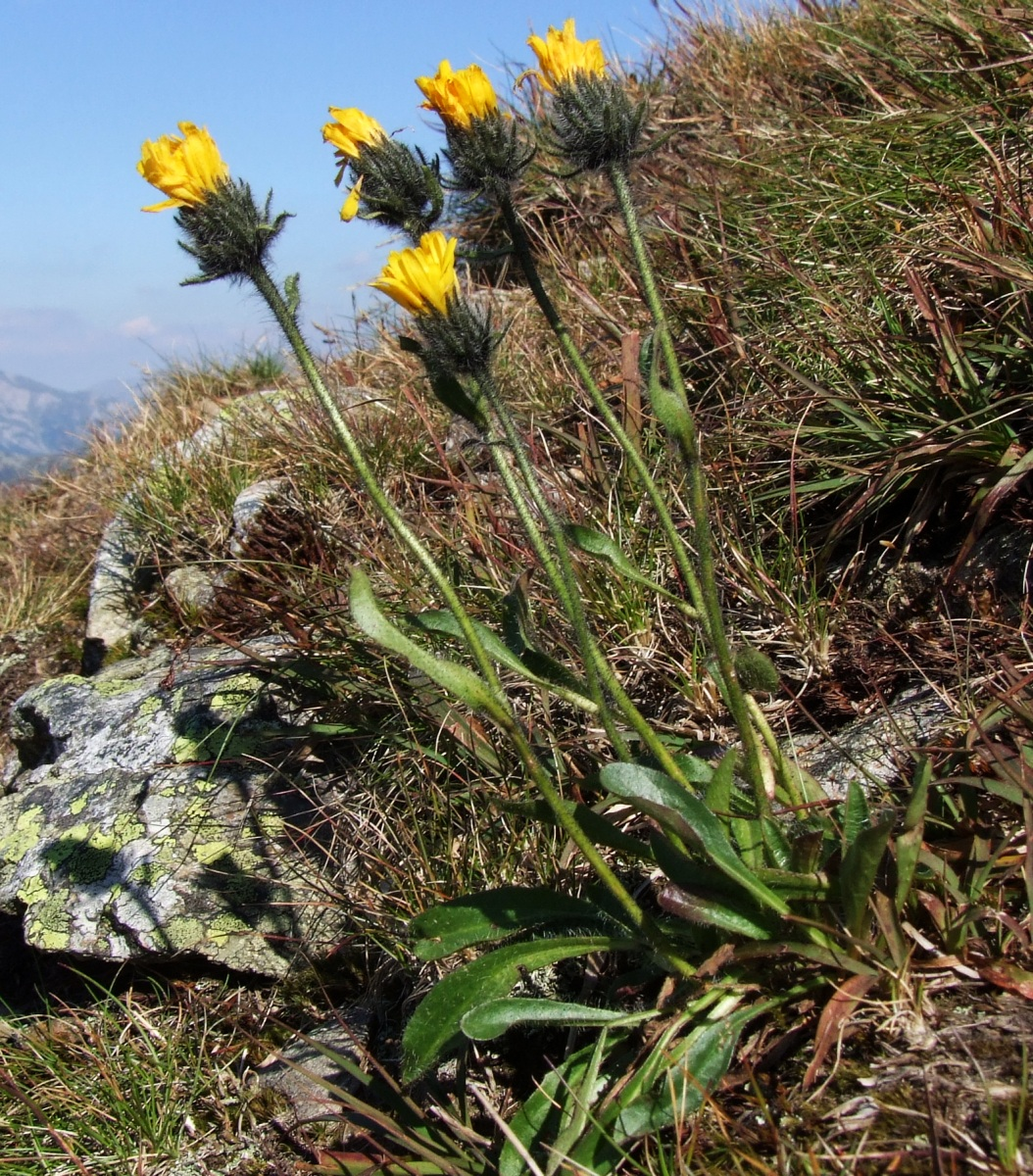
Alpen-Habichtskraut (Hieracium alpinum)

### Vegetative Merkmale
Das Alpen-Habichtskraut ist eine ausdauernde krautige Pflanze, die Wuchshöhen von 10 bis 25 Zentimetern erreicht. Die aufrechten Stängel sind meist fein mit 3 bis 5 Millimeter langen, sternförmigen Drüsenhaaren besetzt. Die Stängelbasis ist ebenfalls mit rauen, drüsigen und sternförmigen Haaren besetzt.
Die meisten Laubblätter sind in einer grundständigen Rosette angeordnet, während vom Stängel keine oder bis zu zwei oder drei Laubblätter vorhanden sind. Die Blattspreite ist bei einer Länge von 2 bis 8 Zentimetern sowie einer Breite von 0,6 bis 2 Zentimetern spatelig bis elliptisch oder annähernd lanzettlich. Die Spreitenbasis ist keilförmig und die Spreitenspitze ist gerundet bis spitz zulaufend. Die Spreitenränder meist ganzrandig, gelegentlich aber auch gezähnt sind. Sowohl die Blattober- als auch die Unterseite sind mit 1 bis 3 Millimeter langen, feinen rauen Haaren besetzt.

### Generative Merkmale
Die Blütezeit erstreckt sich auf Grönland von Juli bis September. Die schirmrispigen Gesamtblütenstände enthalten nur einen einzelnen oder zwei körbchenförmigen Teilblütenständen. Der Blütenstandsschaft ist mit feinen, rauen, sternförmigen Drüsenhaaren besetzt. Das bei einem Durchmesser von 1,3 und 1,8 Zentimetern mehr oder weniger halbkugelige Involucrum enthält 13 bis 21 an der Unterseite behaarte Hüllblätter. Die Blütenkörbchen enthalten 80 bis 120 gelbe Zungenblüten, welche 1,2 bis 1,5 Zentimeter lang sind. Die Achänen sind bei einer Länge von 3,5 bis 4 Millimetern säulenförmig. Der Pappus besteht aus 40 bis 60 strohfarbenen Borsten.

### Chromosomenzahl
Die Chromosomenzahl beträgt 2n = 27 oder 36.

## Vorkommen
Das natürliche Verbreitungsgebiet des Alpen-Habichtskrautes umfasst weite Teile Europas sowie Grönland.
Das Alpen-Habichtskraut gedeiht auf Grönland in Höhenlagen von 0 bis 10 Metern. Hieracium alpinum wächst dort auf kalkhaltigen Böden entlang von Fließgewässern. In Mitteleuropa gedeiht es in der subalpinen bis alpinen Stufe auf frischen, kalkarmen, sauren, modrig- oder torfig-humosen, steinigen oder reinen Ton- oder Lehmböden. Es ist eine Charakterart der Gesellschaften des Verbands Nardion, kommt aber auch in Gesellschaften des Verbands Caricion curvulae vor. Die Unterart Hieracium alpinum subsp. halleri findet man vorzugsweise im Empetro-Vaccinietum aus dem Verband Loiseleurio-Vaccinion. In den Allgäuer Alpen kommt es meist in Höhenlagen zwischen 1500 und 2300 Metern vor. In den Alpen kommt es von 1900 bis 2600 Metern, vereinzelt bis 3255 Meter Meereshöhe vor.
Die ökologischen Zeigerwerte nach Landolt et al. 2010 sind in der Schweiz: Feuchtezahl F = 3w (mäßig feucht aber mäßig wechselnd), Lichtzahl L = 4 (hell), Reaktionszahl R = 2 (sauer), Temperaturzahl T = 1+ (unter-alpin, supra-subalpin und ober-subalpin), Nährstoffzahl N = 2 (nährstoffarm), Kontinentalitätszahl K = 3 (subozeanisch bis subkontinental).

## Systematik
Die Erstveröffentlichung von Hieracium alpinum erfolgte 1753 durch Carl von Linné in Species Plantarum, Band 2, Seite 800. Ein Synonym für Hieracium alpinum L. ist Hieracium angmagssalikense Omang.
Je nach Autor gibt es von Hieracium alpinum folgende Unterarten:
- Hieracium alpinum L. subsp. alpinum[8][10]
- Hieracium alpinum subsp. augusti-bayeri Zlatník: Sie kommt in Rumänien und in der Ukraine vor.[8]
- Hieracium alpinum subsp. eximiiforme Dahlst.[8]
- Hieracium alpinum subsp. gymnogenum Zahn: Sie kommt in Polen, in der Slowakei, in Weißrussland und in Rumänien vor.[8]
- Hieracium alpinum subsp. halleri (Vill.) Ces.: Sie kommt in Frankreich, Italien, in der Schweiz, in Deutschland, Österreich, Liechtenstein, Polen, Slowakei und im früheren Jugoslawien vor.[8][11]
- Hieracium alpinum subsp. marcelli Paléz. & Zahn: Sie kommt in Italien vor.[8]
- Hieracium alpinum subsp. melanocephalum (Tausch) Zahn: Sie kommt in Tschechien, Polen, Österreich und Liechtenstein vor.[8]
- Hieracium alpinum subsp. ormeanum Zahn: Sie kommt in Frankreich, Deutschland, in der Schweiz, in Italien und in Österreich vor.[8]
- Hieracium alpinum subsp. pseudofritzei (Benz & Zahn) Zahn: Sie kommt in Italien, Österreich, in der Schweiz, in Polen, Rumänien und in der Slowakei vor.[8]
- Hieracium alpinum subsp. tubulosum (Tausch) Zahn: Sie kommt in Polen und in Tschechien vor.[8]